# Semaine du film français de Leipzig/Halle
La Semaine du film français de Leipzig/Halle (Die Französische Filmtage Leipzig/Halle) est un festival de films français qui se tient annuellement depuis 1995 à Leipzig et Halle-sur-Saale. N'y sont projetés pendant une semaine que des films français en version originale, généralement sous-titrée. Le festival est conseillé et soutenu par l'institut français de Leipzig. En 2005, 11 000 visiteurs ont assisté aux projections dans cinq cinémas.

## Histoire
L'initiateur du festival est Stefan Paul, qui était opérateur du cinéma du musée Grassi (de) et directeur du Arsenal Filmverleih (de) et du Passage Kino à Leipzig. De 1999 jusqu'en 2004 le festival a été organisé par « Agentur cut-FilmPresse & MovieEvents », et depuis par « Projektgruppe Französische Filmtage Leipzig/Halle ».

## Source
- (de) Cet article est partiellement ou en totalité issu de l’article de Wikipédia en allemand intitulé « Französische Filmtage Leipzig/Halle » (voir la liste des auteurs).